# Reinhard Dittel
Reinhard Dittel (* 24. Januar 1949) ist ein ehemaliger deutscher Fußballspieler. Er spielte als Torwart von 1971 bis 1981 in der Bundesliga und 2. Bundesliga Nord bei Hannover 96 und dem OSV Hannover. Dittel absolvierte 39 Spiele in der Bundesliga und 84 Spiele in der 2. Bundesliga Nord.

## Laufbahn
Mit 13 Jahren kam der Schüler Reinhard Dittel 1962 von TuS Meckenheide in die Jugendabteilung von Hannover 96. Nach der A-Jugend spielte er in der Amateurmannschaft von 96ig und begann nach dem Abitur gleichzeitig ein Lehramtsstudium. Von 1971 bis 1977 war er bei Hannover 96, in den ersten zwei Jahren Ersatztorwart der Bundesligamannschaft mit nur einem bzw. vier Einsätzen, danach häufig im Wechsel mit dem anderen Torwart Franz-Josef Pauly eingesetzt, kam er jeweils in etwa der Hälfte der Spiele zum Einsatz. Dittel debütierte als Amateur am 22. April 1972 beim Heimspiel gegen Werder Bremen (5:1) in der Bundesliga. Er wurde in der 72. Minute für den verletzten „Jumbo“ Pauly eingewechselt. Zur Saison 1972/73 bekam er einen Profivertrag. Pauly war die Nummer 1 und Dittel erlebte vier Bundesligaspiele auf dem Platz. Herausragend waren dabei der 33. und 34. Rundenspieltag. Am vorletzten Spieltag, den 2. Juni 1973, bei einem 2:0-Heimerfolg gegen Hertha BSC, überzeugte er beim gegentorlosen Sieg und stand deshalb auch beim Abschlussspiel am 9. Juni beim Wuppertaler SV im Tor. Durch einen völlig überraschenden 4:0-Auswärtserfolg im Stadion am Zoo blieb Hannover in der Bundesliga. Dittel vermittelte der anfälligen Abwehr den notwendigen Rückhalt und avancierte für die überglücklichen Hannoveraner zu einer Art „Maskottchen“. Das „Wunder von Wuppertal“ bestritt Hannover in der Aufstellung mit Dittel, Rainer Stiller, Hans-Herbert Blumenthal, Hans-Josef Hellingrath, Peter Anders, Rolf Kaemmer, Ludwig Denz, Hans Siemensmeyer, Eckhard Deterding, Willi Reimann und Roland Stegmayer.
1974/1975 spielte er nach dem Abstieg der Hannoveraner in der 2. Bundesliga Nord. Nach dem sofortigen Wiederaufstieg in die Bundesliga stieg Dittel nach einer Saison erneut ab. Die letzte Saison bei Hannover 96 absolvierte er nach dem Abstieg in der 2. Bundesliga Nord, wo er zu 11 Einsätzen kam. Zur Saison schloss sich der Torhüter dem OSV Hannover im Nordosten der Landeshauptstadt in der Oberliga Nord an.
Beim OSV Hannover war Dittel Stammtorhüter und gewann 1978 und 1979 jeweils die Meisterschaft, konnte aber mit der OSV-Mannschaft erst im zweiten Anlauf als  Meister der Oberliga 1978/79 direkt in die 2. Bundesliga aufsteigen. Zusätzlich war er mit OSV auch noch im Wettbewerb um die deutsche Amateurmeisterschaft aktiv. In der 1. Runde setzten sich Dittel und Kollegen gegen Röchling Völklingen durch (1:0, 2:1), das Halbfinalspiel wurde gegen den späteren Meister ESV Ingolstadt verloren (0:5, 3:1). Mit Aufstiegstrainer Karl-Heinz Mülhausen erreichte das Team um Torhüter Dittel, Karl-August Herbeck und Torjäger Bernd Krumbein (37 Spiele/18 Tore) im ersten Jahr in der 2. Bundesliga, 1979/80, den 12. Rang und Dittel hatte alle 38 Ligaspiele absolviert. Die Rot-Weißen vom Oststadion konnten im zweiten Jahr das Niveau nicht halten und stiegen als 22. in das Amateurlager ab. Dittel hatte nochmals in 35 Zweitligaspielen im Tor gestanden.
Dittel überzeugte mehr mit durchdachtem Stellungsspiel als durch spektakuläre Flugparaden. Anfang der Achtziger Jahre war er unter Volker Finke zwei Jahre als Torhütertrainer beim TSV Havelse im Einsatz. Er unterrichtete die Fächer Sport, Politik und Wirtschaft an einem Gymnasium in Sarstedt.